# Cape Baring
Cape Baring är en udde i Kanada.   Den ligger i territoriet Northwest Territories, i den norra delen av landet, 3 600 km nordväst om huvudstaden Ottawa.
Terrängen inåt land är platt. Havet är nära Cape Baring åt nordväst. Trakten är glest befolkad. Det finns inga samhällen i närheten.
Trakten runt Cape Baring består i huvudsak av gräsmarker.